# Quernes
Quernes est une commune française située dans le département du Pas-de-Calais en région Hauts-de-France. Ses habitants sont appelés les Quernois. La commune est membre de la communauté d'agglomération de Béthune-Bruay, Artois-Lys Romane.

## Géographie

### Localisation
Localisée dans l'est du département du Pas-de-Calais, Quernes est une commune rurale de la vallée de la Laquette située dans un pays campagnard vallonné, à vol d'oiseau, à 21 km au nord-ouest de la commune de Béthune (chef-lieu d'arrondissement). C'est, depuis 2005, une des communes du Pays de la Lys Romane.
Le territoire de la commune est limitrophe de ceux de six communes.
Les communes limitrophes sont Witternesse, Lambres, Liettres, Linghem, Mazinghem et Rombly.

### Géologie et relief
La superficie de la commune est de 2,75 km2 ; son altitude varie de 25  à   71 m.

### Hydrographie
Le territoire de la commune est situé dans le bassin Artois-Picardie.
Le territoire communal est drainé par deux cours d'eau :
- la Laquette, cours d'eau naturel non navigable de 23,39 km, qui prend sa source dans la commune de Beaumetz-lès-Aire et se jette dans la Lys au niveau de la commune d'Aire-sur-la-Lys[4] ;

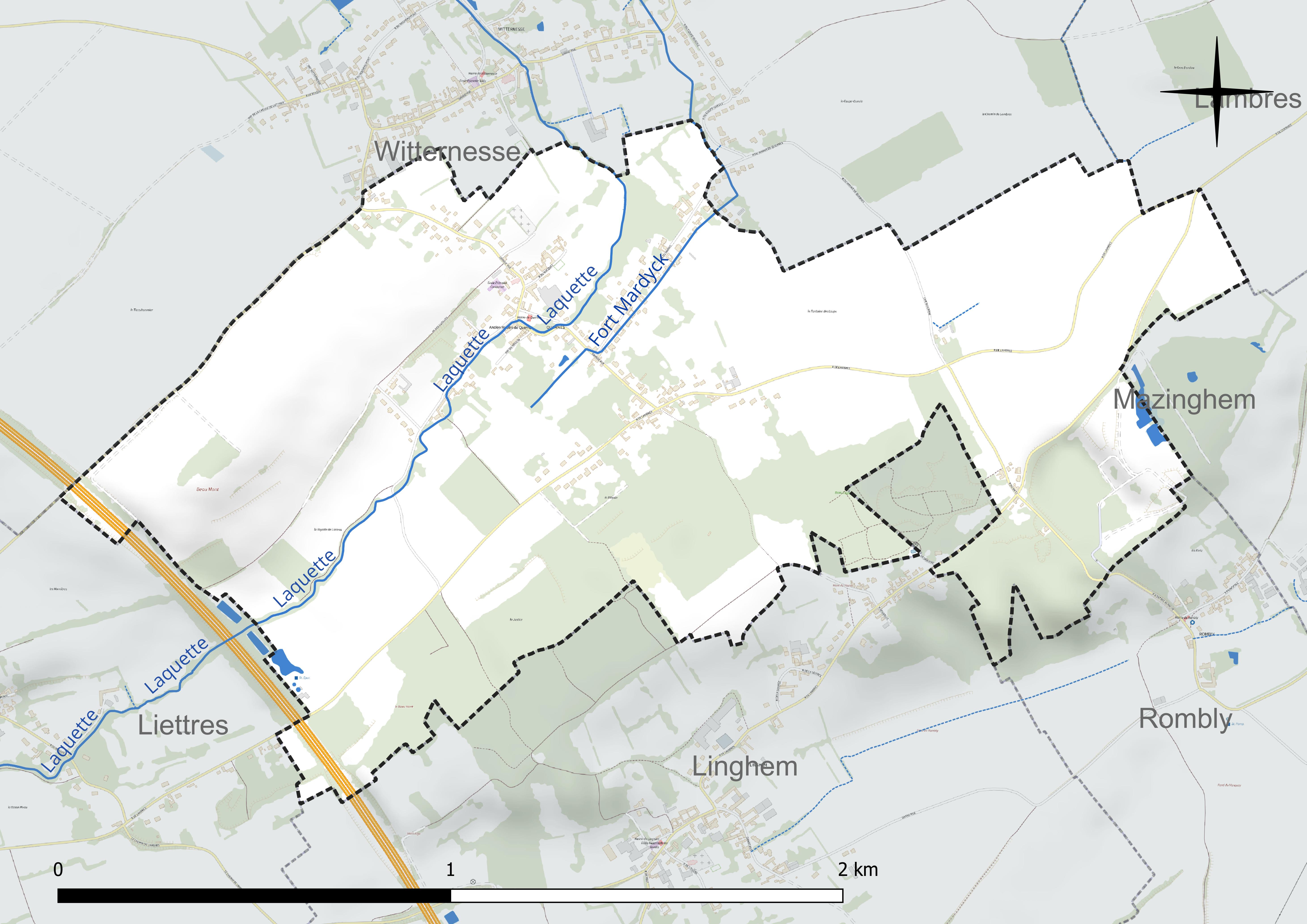
Réseau hydrographique de Quernes.

- le Fort Mardyck, cours d'eau naturel non navigable de 3,31 km qui prend sa source dans la commune et se jette dans la Laquette au niveau de la commune d'Aire-sur-la-Lys[5].

### Climat
Pour des articles plus généraux, voir Climat des Hauts-de-France et Climat du Nord-Pas-de-Calais.
En 2010, le climat de la commune est de type climat océanique franc, selon une étude du CNRS s'appuyant sur une série de données couvrant la période 1971-2000. En 2020, Météo-France publie une typologie des climats de la France métropolitaine dans laquelle la commune est exposée à un climat océanique et est dans la région climatique Côtes de la Manche orientale, caractérisée par un faible ensoleillement (1 550 h/an) ; forte humidité de l’air (plus de 20 h/jour avec humidité relative > 80 % en hiver), vents forts fréquents.
Pour la période 1971-2000, la température annuelle moyenne est de 10,3 °C, avec une amplitude thermique annuelle de 13,6 °C. Le cumul annuel moyen de précipitations est de 823 mm, avec 13,1 jours de précipitations en janvier et 8,5 jours en juillet. Pour la période 1991-2020, la température moyenne annuelle observée sur la station météorologique la plus proche, située sur la commune de Lillers à 9 km à vol d'oiseau, est de 11,1 °C et le cumul annuel moyen de précipitations est de 731,5 mm,. Pour l'avenir, les paramètres climatiques de la commune estimés pour 2050 selon différents scénarios d'émission de gaz à effet de serre sont consultables sur un site dédié publié par Météo-France en novembre 2022.

### Milieux naturels et biodiversité
La commune procédait autrefois un marais. Dans son rapport annuel au préfet du Pas-de-Calais, l'archiviste départemental se plaignait en 1894 du mauvais état et mauvais classement des archives municipales. Il écrit : « [...] Enfin je n'ai pu retrouver un petit dossier du marais (1783 1784) et un autre de la fabrique (1675 1732) qui nous étaient signalés par l'inventaire de 1877. »

#### Espace protégé et géré
La protection réglementaire est le mode d’intervention le plus fort pour préserver des espaces naturels remarquables et leur biodiversité associée.
Dans ce cadre, le territoire de la commune fait partie d'un espace protégé : le bois de Linghem d’une superficie de 12,344 ha. Terrain géré (location, convention de gestion) par le Conservatoire d'espaces naturels des Hauts-de-France.

#### Zone naturelle d'intérêt écologique, faunistique et floristique
L’inventaire des zones naturelles d'intérêt écologique, faunistique et floristique (ZNIEFF) a pour objectif de réaliser une couverture des zones les plus intéressantes sur le plan écologique, essentiellement dans la perspective d’améliorer la connaissance du patrimoine naturel national et de fournir aux différents décideurs un outil d’aide à la prise en compte de l’environnement dans l’aménagement du territoire.
Le territoire communal comprend une ZNIEFF de type 1 : le buttes boisées du mont Aigu et du mont du Hamel, d’une superficie de 26 hectares et d'une altitude variant de 22  à   54 mètres.

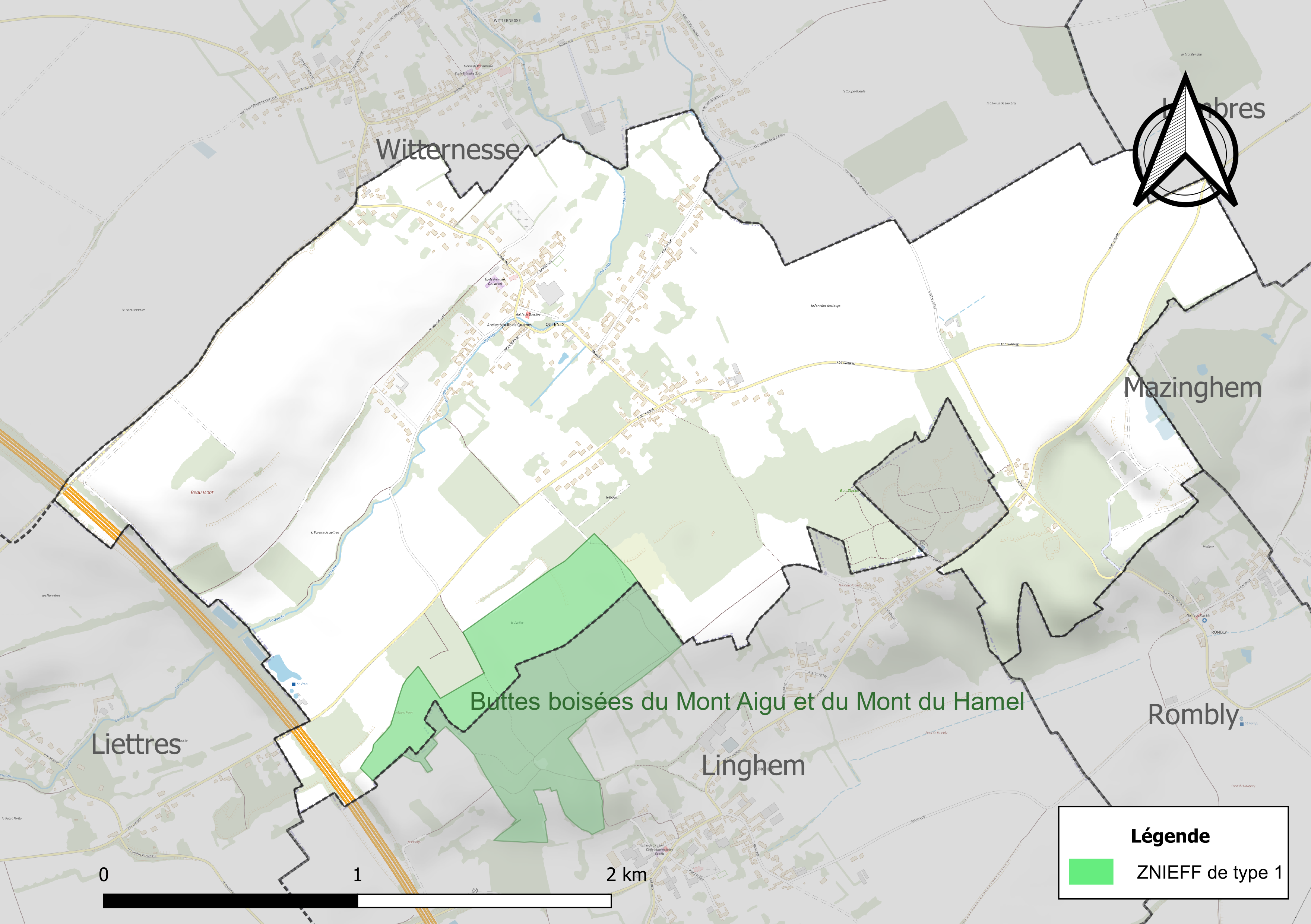
Carte de la ZNIEFF sur la commune.

#### Espèces faunistiques et floristiques
L’Inventaire national du patrimoine naturel (INPN) recense plusieurs espèces faunistiques et floristiques sur le territoire de la commune dont certaines sont protégées et d’autres menacées et quasi-menacées.

## Urbanisme

### Typologie
Au 1er janvier 2024, Quernes est catégorisée commune rurale à habitat dispersé, selon la nouvelle grille communale de densité à sept niveaux définie par l'Insee en 2022.
Elle est située hors unité urbaine. Par ailleurs la commune fait partie de l'aire d'attraction d'Aire-sur-la-Lys, dont elle est une commune de la couronne,. Cette aire, qui regroupe 15 communes, est catégorisée dans les aires de moins de 50 000 habitants,.

### Occupation des sols
L'occupation des sols de la commune, telle qu'elle ressort de la base de données européenne d’occupation biophysique des sols Corine Land Cover (CLC), est marquée par l'importance des territoires agricoles (73,5 % en 2018), en diminution par rapport à 1990 (78,2 %). La répartition détaillée en 2018 est la suivante : 
terres arables (65,8 %), forêts (17,8 %), zones urbanisées (8,7 %), prairies (7,6 %), zones agricoles hétérogènes (0,1 %). L'évolution de l’occupation des sols de la commune et de ses infrastructures peut être observée sur les différentes représentations cartographiques du territoire : la carte de Cassini (XVIIIe siècle), la carte d'état-major (1820-1866) et les cartes ou photos aériennes de l'IGN pour la période actuelle (1950 à aujourd'hui).

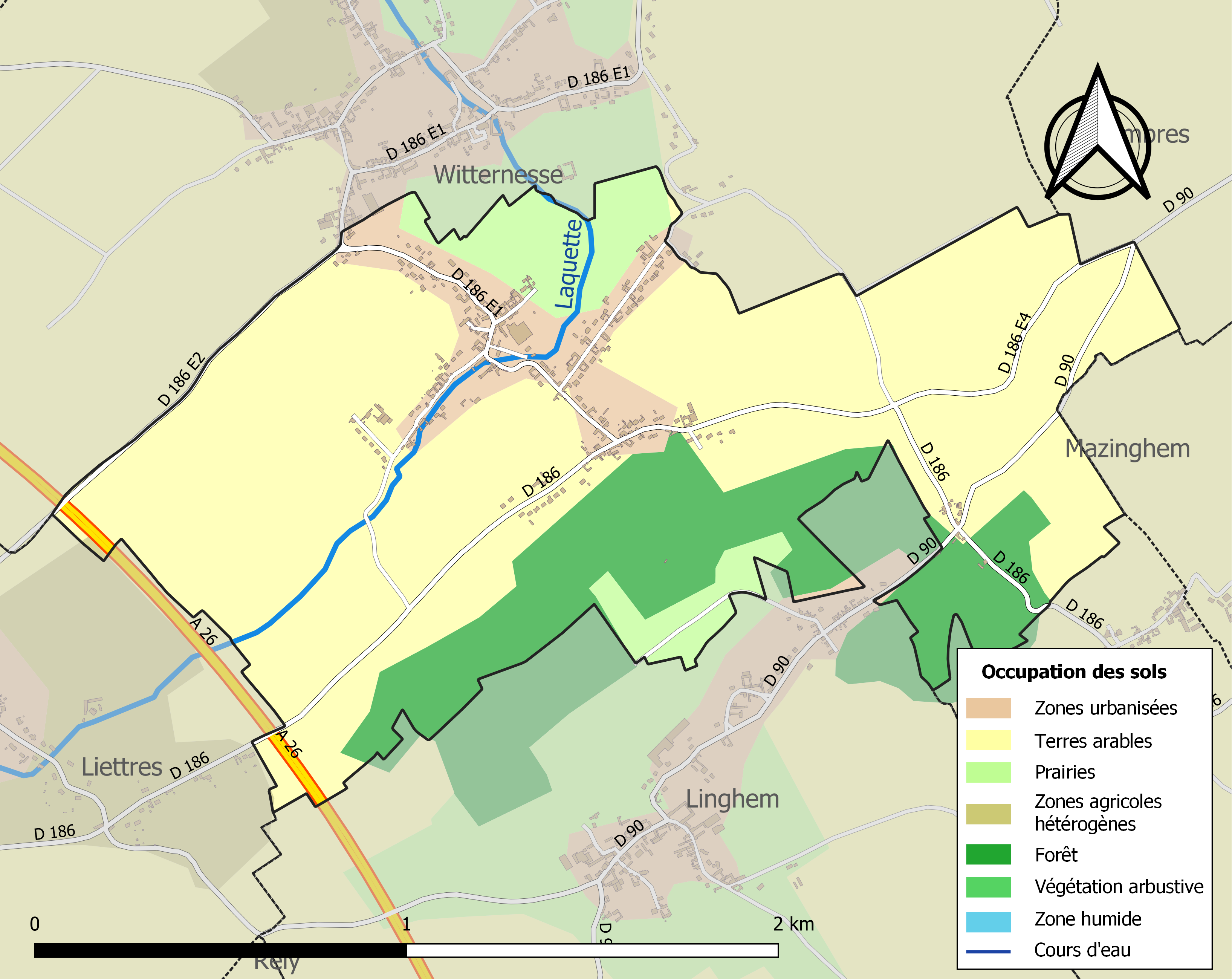
Carte des infrastructures et de l'occupation des sols de la commune en 2018 (CLC).

### Risques naturels et technologiques

#### Risque inondation
À la suite du passage des tempêtes Ciarán, Domingos et Elisa et des inondations et coulées de boue qui se sont produites, la commune est reconnue, par arrêté du 14 novembre 2023, en état de catastrophe naturelle pour inondations et coulées de boue sur la période du 2 au 12 novembre 2023, comme 179 autres communes du département.

## Toponymie
Le nom de la localité est attesté sous les formes Kernæ au Xe siècle ; Kernes en 1119 ; Kiernes en 1400 ; Quernes en 1720 ; Quiernes en 1739 ; Querne en 1793 et Quernes depuis 1801.
Quiernes en picard et Kernes en flamand.

## Histoire
Le village a été donné à Saint Omer par Erlebert, probable ancêtre des Capétiens, en 639.
En 1115, Rainier de Quernes, en latin Reinerus de Kernes, fait partie de l'entourage du seigneur de Lillers.
En avril 1694, par lettres données à Versailles, Maximilien François de Carnin, baron de Lillers, Nédonchel, Gomiécourt, Quernes, premier gentilhomme du pays d'Artois, député de la noblesse aux États d'Artois, bénéficie du titre de marquis pour sa terre de Nédonchel, érigée en marquisat donc, terre très considérable, relevant du roi (de France) à cause du château de Desvres en Boulonnais, ayant toute la justice seigneuriale, à charge de le tenir du roi à cause de son château de (Viennes ou Vrennes) en Boulonnais.

## Politique et administration

### Découpage territorial
La commune se trouve dans l'arrondissement de Béthune du département du Pas-de-Calais.

#### Commune et intercommunalités
La commune est membre de la communauté d'agglomération de Béthune-Bruay, Artois-Lys Romane qui regroupe 100 communes et totalise 275 327 habitants en 2021.

#### Circonscriptions administratives
La commune est rattachée au canton d'Aire-sur-la-Lys.

#### Circonscriptions électorales
Pour l'élection des députés, la commune fait partie de la huitième circonscription du Pas-de-Calais.

### Élections municipales et communautaires

#### Liste des maires
| Période                                  | Période                    | Identité          | Étiquette | Qualité                                                                                 |
| ---------------------------------------- | -------------------------- | ----------------- | --------- | --------------------------------------------------------------------------------------- |
| Les données manquantes sont à compléter. |                            |                   |           |                                                                                         |
| mars 2001                                | 2020                       | Hervé Delabre     |           | Réélu pour le mandat 2014-2020,                                                         |
| 25 mai 2020                              | En cours (au 2 avril 2022) | Patrick Verwaerde |           | Employé civil et agent de service de la fonction publique Élu pour le mandat 2020-2026, |

## Population et société

### Démographie
Les habitants sont appelés les Quernois.

#### Évolution démographique
L'évolution du nombre d'habitants est connue à travers les recensements de la population effectués dans la commune depuis 1793. Pour les communes de moins de 10 000 habitants, une enquête de recensement portant sur toute la population est réalisée tous les cinq ans, les populations de référence des années intermédiaires étant quant à elles estimées par interpolation ou extrapolation. Pour la commune, le premier recensement exhaustif entrant dans le cadre du nouveau dispositif a été réalisé en 2007.

En 2022, la commune comptait 429 habitants, en évolution de −7,74 % par rapport à 2016 (Pas-de-Calais : −0,72 %, France hors Mayotte : +2,11 %).
| 1793 | 1800 | 1806 | 1821 | 1831 | 1836 | 1841 | 1846 | 1851 |
| ---- | ---- | ---- | ---- | ---- | ---- | ---- | ---- | ---- |
| 209  | 232  | 247  | 267  | 315  | 311  | 323  | 308  | 293  |

| 1856 | 1861 | 1866 | 1872 | 1876 | 1881 | 1886 | 1891 | 1896 |
| ---- | ---- | ---- | ---- | ---- | ---- | ---- | ---- | ---- |
| 289  | 298  | 313  | 336  | 353  | 386  | 379  | 368  | 381  |

| 1901 | 1906 | 1911 | 1921 | 1926 | 1931 | 1936 | 1946 | 1954 |
| ---- | ---- | ---- | ---- | ---- | ---- | ---- | ---- | ---- |
| 367  | 363  | 382  | 434  | 424  | 380  | 368  | 326  | 308  |

| 1962 | 1968 | 1975 | 1982 | 1990 | 1999 | 2006 | 2007 | 2012 |
| ---- | ---- | ---- | ---- | ---- | ---- | ---- | ---- | ---- |
| 331  | 324  | 332  | 360  | 466  | 469  | 456  | 453  | 479  |

| 2017 | 2022 | - | - | - | - | - | - | - |
| ---- | ---- | - | - | - | - | - | - | - |
| 458  | 429  | - | - | - | - | - | - | - |

#### Pyramide des âges
En 2018, le taux de personnes d'un âge inférieur à 30 ans s'élève à 34,2 %, soit en dessous de la moyenne départementale (36,7 %). De même, le taux de personnes d'âge supérieur à 60 ans est de 21,2 % la même année, alors qu'il est de 24,9 % au niveau départemental.
En 2018, la commune comptait 230 hommes pour 223 femmes, soit un taux de 50,77 % d'hommes, largement supérieur au taux départemental (48,50 %).
Les pyramides des âges de la commune et du département s'établissent comme suit.
| Hommes | Classe d’âge | Femmes |
| ------ | ------------ | ------ |
| 0,0    | 90 ou +      | 0,4    |
| 6,1    | 75-89 ans    | 6,7    |
| 14,3   | 60-74 ans    | 14,8   |
| 26,3   | 45-59 ans    | 25,0   |
| 17,1   | 30-44 ans    | 20,8   |
| 17,1   | 15-29 ans    | 11,5   |
| 19,1   | 0-14 ans     | 20,7   |

| Hommes | Classe d’âge | Femmes |
| ------ | ------------ | ------ |
| 0,5    | 90 ou +      | 1,6    |
| 5,6    | 75-89 ans    | 8,9    |
| 16,7   | 60-74 ans    | 18,1   |
| 20,2   | 45-59 ans    | 19,2   |
| 18,9   | 30-44 ans    | 18,1   |
| 18,2   | 15-29 ans    | 16,2   |
| 19,9   | 0-14 ans     | 17,9   |

## Culture locale et patrimoine

### Lieux et monuments
- L'église Saint-Omer, dont une statue du XVIe siècle et une cloche du XVIIe siècle sont protégées à titre d'objet historique.
- Le moulin à eau sur la Laquette.
- La meule (devant la mairie).
- Le monument aux morts communal, du marbrier Ernest Rabischon d'Aire-sur-la-Lys, inauguré en 1921, commémore les victimes des guerres de la Première et de la Seconde Guerre mondiale[37].

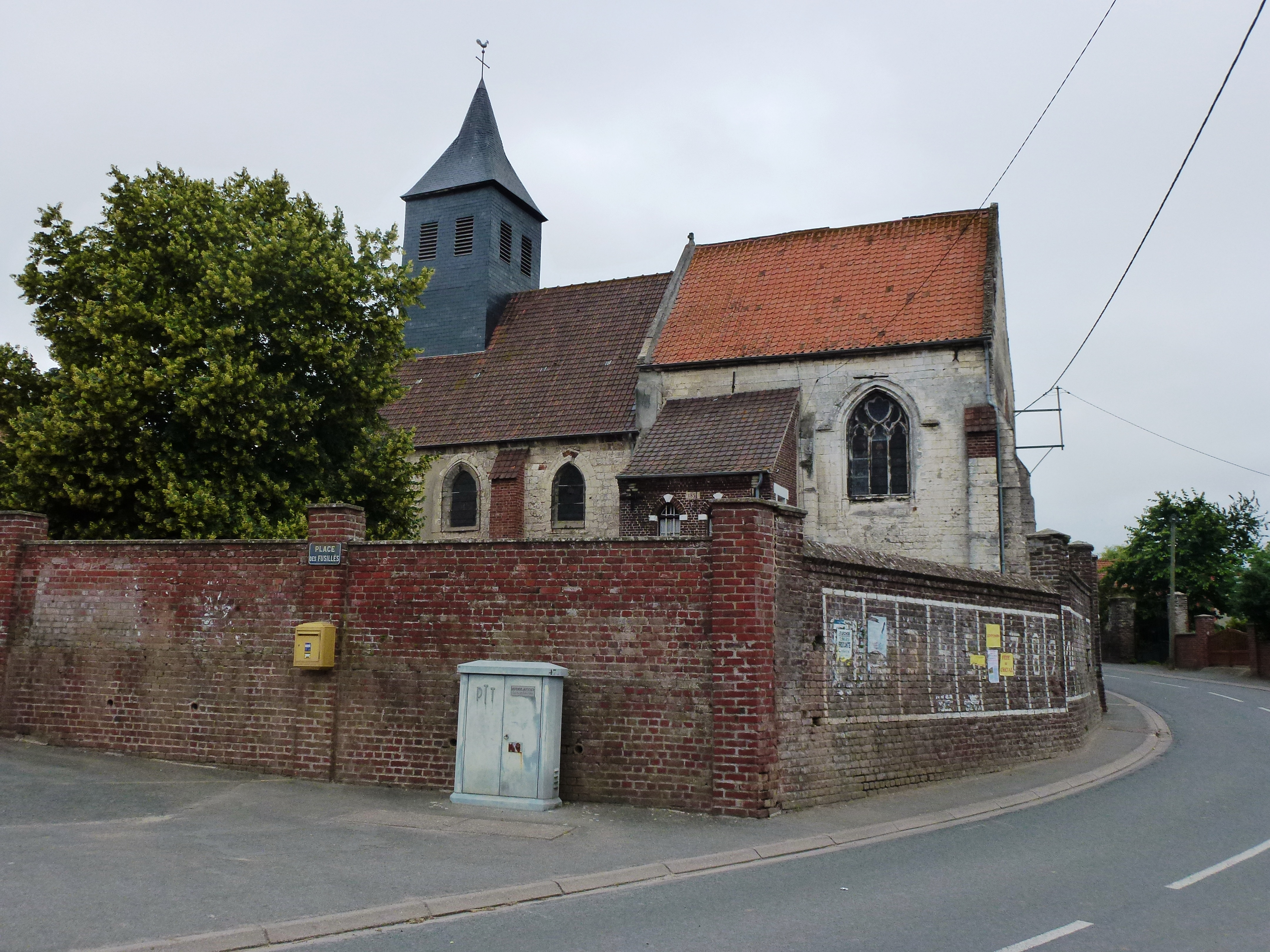
L'église Saint-Omer.
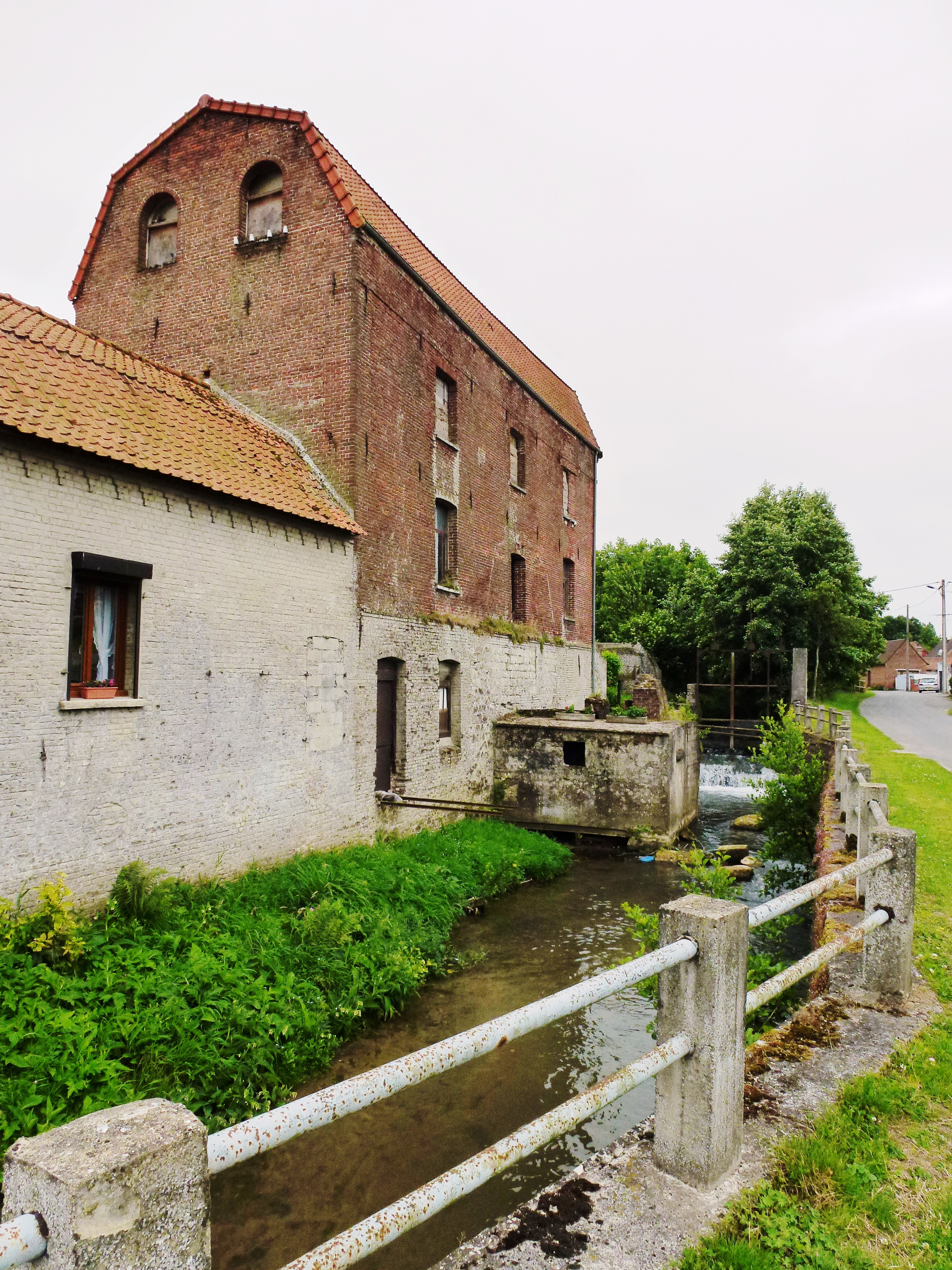
Le moulin.
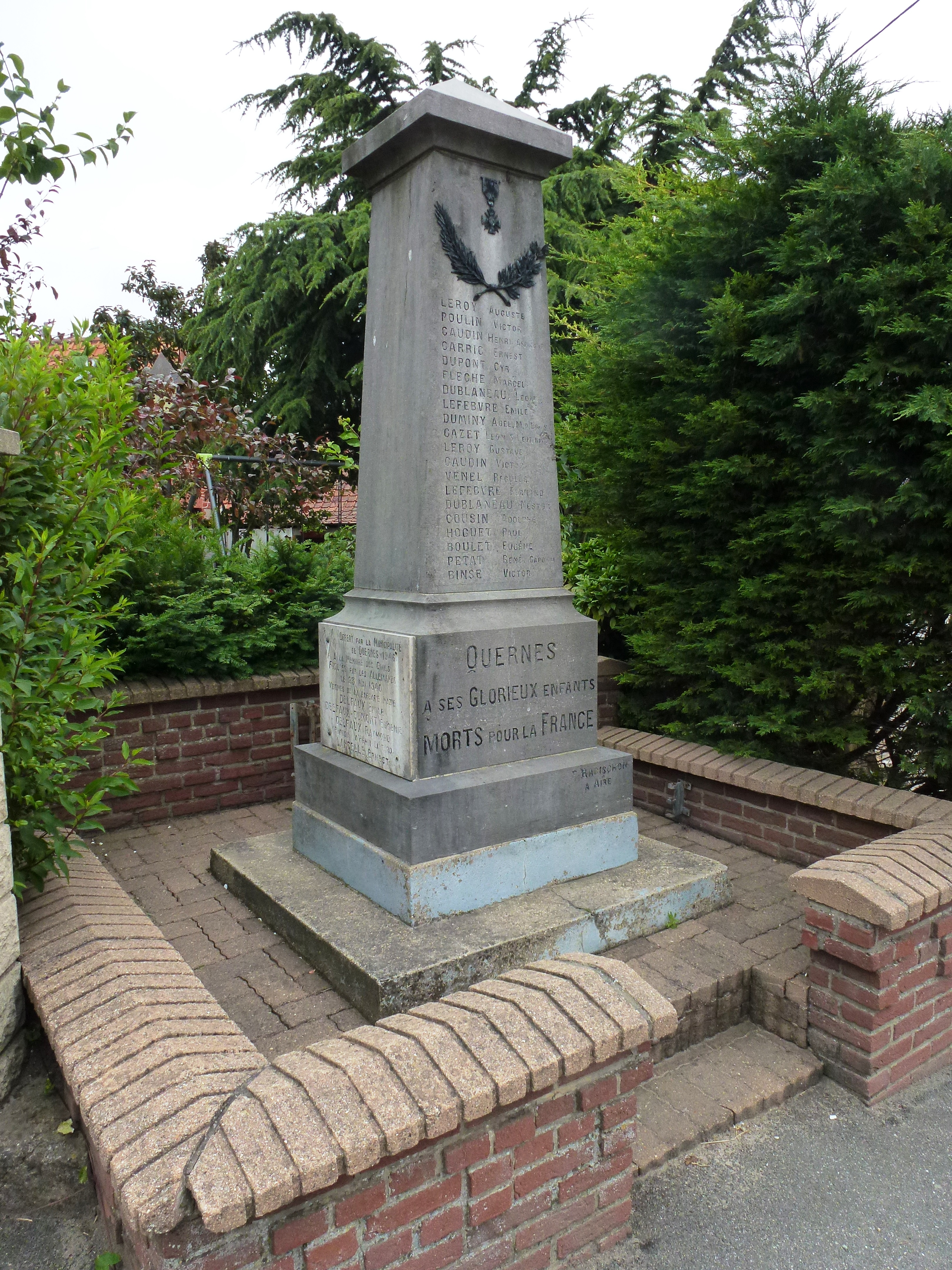
Le monument aux morts.

### Héraldique
| Blason de Quernes | Blason  | D'or à la bande d'azur chargée de trois têtes de lion arrachées du champ; au lambel à trois pendants de gueules, chaque pendant chargé de trois châteaux d'or rangés en pal, brochant en chef; à la roue de moulin de gueules accostée de deux chabots adossés au naturel, brochant en pointe. |
| Blason de Quernes | Détails | Le statut officiel du blason reste à déterminer. |
| Blason de Quernes | Alias   | De gueules aux trois têtes de léopard arrachées d’or, à la bande d’azur brochant sur le tout. |

## Pour approfondir

#### Bases de données, dictionnaires et encyclopédies
- Ressources relatives à la géographie :   - Insee (communes)
  - Ldh/EHESS/Cassini
- Ressource relative à plusieurs domaines :   - Annuaire du service public français
- Notices d'autorité :   - BnF (données)